# Hitomi Yaida MTV Unplugged
『Hitomi Yaida MTV Unplugged』（ひとみやいだ エムティーヴィー・アンプラグド）は2005年12月7日に発売された矢井田瞳のライブ・ビデオ。発売元は青空レコード。

## 概要
- 2005年4月24日、TOKYO FM HALLで行われたMTV Unpluggedの模様を収録。
- MTV Unpluggedと2005年のアコースティックライブツアーの音源を収録したライブ・アルバム「Sound drop 〜MTV Unplugged+Acoustic live 2005〜」も同時発売。

## 収録曲
1. キャンドル
2. i really want to understand you
3. Ring my bell
4. How?
5. ねえ
6. Life's like a love song
7. fast car
8. 津軽海峡・冬景色
9. マーブル色の日
10. モノクロレター
11. i can fly
12. My Sweet Darlin'
13. ビルを見下ろす屋上で
14. 手と涙